# Philharmonisches Staatsorchester Mainz

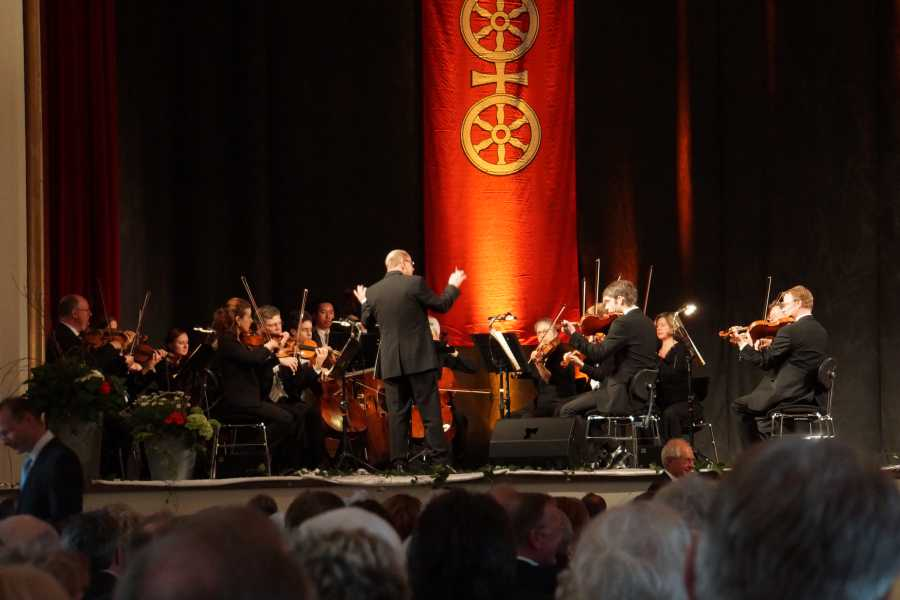
Section cordes du « Staatsorchester » lors de l'introduction du maire de Mayence Michael Ebling.

Le Philharmonisches Staatsorchester Mainz est un orchestre symphonique basé à Mayence en Allemagne et fondé en 1514.
Composé actuellement de 79 musiciens, l'orchestre a été dirigé au cours de son histoire par des maitres de chapelle et chefs d'orchestre bien connus. L'Orchestre philharmonique d'État de Mayence est l'orchestre en résidence du Théâtre d'État de Mayence. En plus de la comédie musicale et du ballet, des concerts symphoniques et de musique de chambre pour les jeunes, sont ses activités principales. Il est l'un des trois orchestres symphoniques de la Rhénanie-Palatinat. Depuis septembre 2011, Hermann Bäumer est le chef d'orchestre principal.

## Histoire

### DuXVIesiècleauXVIIesiècle
La première mention d'une chapelle de cour à Mayence date de 1515, sous le prince électeur Albrecht von Brandenburg, une année après son arrivée dans la ville. Un tableau de l'époque, qui représente cette chapelle, se trouve au château de Johannisburg à Aschaffenbourg. Le premier maître de chapelle connu était Jan le Febure, qui est engagé en 1601 et en cette fonction jusqu'en 1612. Dans la suite, la chapelle de cour se fait un renom, par exemple en 1612 selon le couronnement de Matthias Ier du Saint-Empire. En 1647, sous le règne de Jean-Philippe de Schönborn on trouve Philipp Friedrich Buchner, qui fut influencé par Monteverdi à la tête de la chapelle. Au début du XVIIIe siècle, l'archevêque et prince-électeur Lothar Franz von Schönborn commence à réorganiser sa chapelle selon le goût du temps. Il augmente le nombre des instrumentistes, cordes et instruments à bois (flutes et hautbois), ensuite il intègre des cornistes. Le prince von Schönborn introduit par décret des certificats d'engagement pour les musiciens, qui règlent leur statut.

### DuXVIIIesiècleauXIXesiècle
En 1777 l'orchestre est composé de 35 musiciens. Le premier théâtre permanent fut érigé en 1760. Le prince Emeric-Joseph de Breidbach de Burrisheim donne à ses musiciens de chapelle la permission de participer à des représentations en ce théâtre, ainsi l'orchestre devient aussi un orchestre d'opéra.  Quelques années plus tard il fait construire le « Kurfürstliches Komödienhaus » au lieu-dit « an der Großen Bleiche ». Il subventionne le fonctionnement et met son orchestre à la disposition de ce théâtre. Dans le premier almanach musical de 1782, la « Mainzer Hofkapelle » est compté parmi les meilleures en Allemagne. Dans les années qui suivent l'opéra se fait un renom entre autres avec des œuvres de Mozart, ainsi son Don Giovanni fut créé à Mayence en 1789 en langue allemande. Mozart séjourne plusieurs fois dans la ville et donne des concerts accompagné par la chapelle. Vers la fin du XVIIIe siècle l'orchestre était particulièrement prospère et comptait parmi les meilleurs des pays allemands. Le nombre de musiciens était à cette époque arrivé à 48 instrumentistes. Le prince Frédéric-Charles Joseph d'Erthal avait fait du « Komödienhaus » le théâtre national. Mais quelques années plus tard l'édifice fut détruit dans la guerre de la première coalition. Ainsi le prince était obligé de transformer une caserne, l'ancienne écurie princière en théâtre, celui-ci servira les 40 années suivantes à cette fonction.
Après la fin de l'ancien régime la situation des musiciens fut assez pénible, certains entre eux avaient quitté la ville, une minorité forment un nouvel orchestre de théâtre avec plus ou moins de succès et dépendant les chefs en fonction. En 1804 se crée la société des amis de la musique, les « Vereinigte Musikfreunde » depuis la vie musicale commence à fonctionner normalement. À partir de ce moment on organisait régulièrement des concerts symphoniques et on engage des vedettes musicales de l'époque comme Niccolò Paganini ou Franz Liszt.
Le 21 septembre 1833 le nouvel théâtre au Gutenbergplatz, l'actuel Théâtre d'État de Mayence fut inauguré. à cette occasion on donnait la « Jubel-Ouverture » op.59 de Carl Maria von Weber et La clemenza di Tito de Mozart. Après une période difficile, la ville de Mayence reprend l'orchestre en 1876. En même temps l'orchestre profite de l'important soutien d'une fondation créée par l'éditeur musical Franz Schott. Depuis lors, les emplois des 45 musiciens ne dépendent plus du succès du théâtre. Le premier maitre de chapelle de la ville fut Emil Steinbach, qui se faisait un renom avec l'interprétation les grandes œuvres de Richard Wagner, mais aussi ses propres compositions. En 1895 fut créé sous la direction du compositeur à Mayence l'opéra Der arme Heinrich (de) de Hans Pfitzner.

### DuXXesiècleauXXIesiècle
En 1906 commence avec la première représentation de Salomé une période où on se consacre intensément à la musique de Richard Strauss. En 1927 l'opéra Das schlaue Füchslein de Leoš Janáček a sa première en Allemagne. Le concert des festivités pour les 100 ans d'existence du « Theater am Gutenbergplatz » est dirigé par Hans Knappertsbusch. Les années suivantes, l'orchestre accueille des chefs renommés comme Carl Schuricht, Erich Kleiber, Rudolf Kempe, Eugen Jochum, Karl Böhm et d'autres. Durant la Seconde Guerre mondiale le théâtre est fortement endommagé. Après le désastre, Karl Maria Zwissler réorganise l'orchestre. Pour les festivités de l'année commémorative de Johannes Gutenberg en 1947, Zwissler donne le Tristan und Isolde de Richard Wagner. En 1954 suit en version de concert l'opéra Der Ring des Nibelungen, également de Wagner. La rénovation et l'adaptation du théâtre aux besoins actuels sont faites en 1990. En cette période l'orchestre s'agrandit et atteint le nombre de 79 emplois fixes pour musiciens. À partir de la saison 2001, avec l'Américaine Catherine Rückwardt pour la première fois une femme prend le poste de « Generalmusikdirektor », elle reste dix ans en fonction. Rückwardt lance le projet « Orchester-mobil », où l'orchestre se rend dans les écoles pour donner accès aux enfants aux instruments de musique et à la musique classique, ceci dans leur milieu habituel.
En 2003 le gouvernement de Rhénanie-Palatinat décide de reprendre l'orchestre sous sa tutelle, ceci avec un nombre réduit de musiciens, ce qui entraine en 2006 une réforme du statut de l'orchestre.
Depuis 2011 Hermann Bäumer (de) est le chef d'orchestre principal du « Philharmonisches Staatsorchester Mainz ».

## Maitres de chapelle et chefs d'orchestre principaux
| - 1601–1612 Jan le Febure - 1612–1642 Gabriel Plautz (de) - 1642–1649 Christoph Neumann - 1649–1669 Philipp Friedrich Buchner - 1669–1691 Paul Baudrechsel - 1691–1696 Rudolf Danzer - 1696–1720 Johann Theodor Herold (de) - 1720–1724 Jakob Zorn - 1724–1728 Johann Ondracek - 1728-1735 Joseph Paris Feckler - 1735-1743 Johann Ondracek - 1745–1756 Jan Zach - 1756–1787 Johann Michael Schmid - 1785–1792 Vincenzo Righini - 1790–1794 Johann August Franz Burgmüller - 1793–1797 Johann Franz Xaver Sterkel - 1821–1845 Adolph Ganz - 1847–1852 Carl Ludwig Fischer (de) - 1857–1859 Richard Genée - 1859–1862 Friedrich Marpurg |  | - 1862–1863 Gustav Schmidt - 1863–1865 Friedrich Marpurg - 1869–1875 Reinhold Preumayer - 1877–1910 Emil Steinbach - 1910–1925 Albert Gorter - 1924–1926 Paul Breisach - 1926–1932 Adolf Kienzl - 1932–1934 Hans Schwieger - 1934–1936 Karl Fischer - 1936–1967 Karl Maria Zwissler (de) - 1967–1974 Helmut Wessel-Therhorn - 1974–1977 Dietfried Bernet (de) - 1978–1990 Mladen Bašić (de) - 1990–1996 Peter Erckens - 1996–2001 Stefan Sanderling - 2001–2011 Catherine Rückwardt - depuis 2011 Hermann Bäumer (de) |  |

## Source
- (de) Cet article est partiellement ou en totalité issu de l’article de Wikipédia en allemand intitulé « Philharmonisches Staatsorchester Mainz » (voir la liste des auteurs).